# زخرفة إسلامية فاطمية

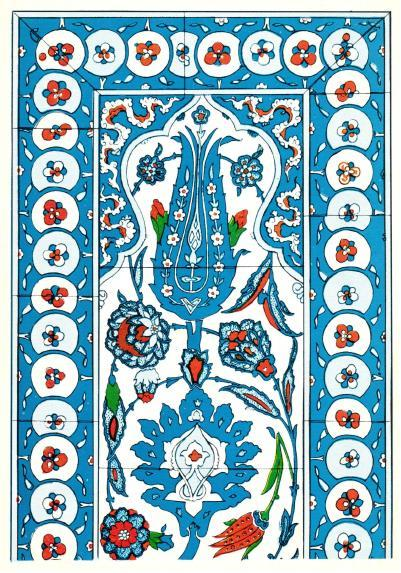
نموذج من الزخرفة الفاطمية

الزخرفة الإسلامية الفاطمية

## نظرة تاريخية
كانت الدولة الفاطمية من أكثر الدول الإسلامية ثراء، لذلك عاش الخلفاء الفاطميون في مصر عيشة فيها الكثير من المتعة والترف وأحدثوا الكثير من الأعياد والمواسم والحفلات التي تقدم فيها الموائد الكثيرة المزخرفة بالذهب والفضة والعاج. وقد أدى هذا بدوره إلى تقدم الصناعة وارتقاء الذوق الفني وخاصة عندما أقبل الشعب على تقليد الخلفاء وكبار رجال الدولة في اقتناء التحف الفنية الثمينة المزدانة بالزخارف والنقوش البديعة.

## الزخرفة الفاطمية
اشتهر الفاطميون بصناعة السجاد والستائر والمنسوجات الحريرية المطرّزة بالذهب والفضة وعليها شتى الزخارف والرسوم والصور. كما رسم الفاطميون وصوروا الكثير من ألوان الحياة في زخارفهم وفنونهم من آلات موسيقية ومشاهد للرقص، وهيئات لمطربين ومطربات مما يعطي صورا متكاملة عن الحياة الاجتماعية في العصر الفاطمي.

## مميزات الزخرفة الفاطمية
أبرز ما ميّز الفن الزخرفي الفاطمي، احتواؤه على روسم آدمية ذات سحنة قبطية، اما الأسلوب فهو قريب إلى الأسلوب الفارسي في الرسم والنقش والزخرفة.

## التعابير والوحدات الزخرفية الفاطمية
استعمل الفاطميون تعابير ووحدات زخرفية منها:
1. وجوه آدمية ذات سحنة قبطية.
2. رسوم حيوانية فيها الكثير من التعبير عن الحركة، لا سيما الطيور والفيلة.
3. رسوم نباتية قريبة إلى حد ما من الواقع.